# Hieronymus der Jüngere Hrobschitzky von Hrobschitz
Hieronymus der Jüngere Hrobschitzky von Hrobschitz (* vor 1556; † 1603 in Manetin; tschechisch Jeroným mladší Hrobčický z Hrobčic) war böhmischer Adeliger, dem bis Ende des 16. Jahrhunderts die Herrschaft von Manetin gehörte.
Der jüngste Sohn von Hieronymus dem Älteren Hrobschitzky von Hrobschitz und dessen Frau Anna von Hungerkost (Anna z Hungerkoštu) erbte 1571 neben dem Ort Manetin auch die Dörfer Böhmisch Doubravice, Luková und Křečov bei Kralovice. Als erster Herrscher des Geschlechts ließ er sich in Manetin nieder und ließ in der Stadtmitte das Schloss Manětín errichten sowie in der Nähe eine Brauerei und einen Hof.
1576 kaufte er die Burg Březina bei Radnice und einige Dörfer der Umgebung. 1577 erwarb er von Grizelda Schwamberg von Lobkowitz die Gemeinden Osojno, Hodoviz, Hvozd, Lipí, Radějov, Vladměřice, Štichovice und Pláně. In Osojno löste er den Hof und die dortige Brauerei auf. Auf die Bewohner der zuletzt genannten Orte kamen schlechte Zeiten zu und sie beschwerten sich 1592 bei Kaiser Rudolf II. Sie führten an, dass der neue Herr die Fronarbeit erhöhte, den gesamten Waldbesitz enteignete und die Söhne und Töchter auf seinen Höfen arbeiten lässt, ohne sie zu bezahlen. Auch das Bier sei von schlechter Qualität und wenn es aus Manetin ankomme, sei es säurig und lasse sich nicht trinken. Er sei auch ein gestrenger Herr, der jedes kleine Vergehen mit einer Geldstrafe belege. Hieronymus antwortete dem König, dass er seit Jahren in Koschtitz weile und für das Verhalten seines Verwalters nicht verantwortlich sei.
1589 tauschte Hieronymus Koschtitz für Hartenštejn mit Buchau und schloss es der Herrschaft Manětín an. 1594 verpfändete Jaroslav Libstein auf Rabstein (Jaroslav Libštejnský na Rabštejně) den Hrobschitzern die Dörfer Hrádek, Vysočany einschließlich Čoubový Mlýn und Novosedlo. Von Ferdinand Renšpergar z Renšperka, der in finanzielle Not geraten war, kaufte er 1596 die Herrschaft Krašov. Die Burg Krašov ließ er daraufhin im Renaissancestil umbauen und in einen modernen Herrschaftssitz und ein Handelszentrum umwandeln.
Hieronymus hatte fünf Söhne: Johann Wilhelm (Jan Vilém), Karl Vratislav (Karel Vratislav) († 1614), Ferdinand Burjan († 1614), Albrecht Zdislav († 1615) und Ludwig Bernhard (Ludvík Bernard), der noch zu Lebzeiten Hieronymus’ verstarb.
Hieronymus ist in der Kirche des Heiligen Johann der Täufer in Manětín bestattet.
| Personendaten    | Personendaten                                       |
| ---------------- | --------------------------------------------------- |
| NAME             | Hrobschitzky von Hrobschitz, Hieronymus der Jüngere |
| ALTERNATIVNAMEN  | Hrobčický z Hrobčic, Jeroným mladší (tschechisch)   |
| KURZBESCHREIBUNG | tschechischer Adliger                               |
| GEBURTSDATUM     | vor 1556                                            |
| STERBEDATUM      | 1603                                                |
| STERBEORT        | Manetin                                             |